# Planetární stezka v Opavě
Planetární stezka v Opavě slouží jako venkovní naučná stezka, kterou představuje 11 modelů těles Sluneční soustavy, v měřítku 1 : 626 576 000. Trasa dlouhá zhruba 13 kilometrů, je rozprostřena po Opavě a sousedních Stěbořicích (okres Opava, Moravskoslezský kraj) proporčně tak, aby odpovídala měřítku. V České republice je to jeden ze čtyř takových modelů. Obdobné modely jsou v Praze, Hradci Králové a Proseči.
S nápadem projektu přišel v roce 1997 bývalý opavský primátor Jan Mrázek. Samotná realizace stezky nastala v roce 2006. V roce 2022 byla planetární stezka rozšířena o orientační mapy a modely měsíců – Io, Ganymed, Titania, Triton, Titan, Callisto a Europa.
Kromě osmi modelů planet sluneční soustavy se na stezce nachází také samotné Slunce, planetky Oppavia a Silesia a trpasličí planeta Pluto.

Pro projekt je od srpna 2022 připravována vlastní webová stránka.

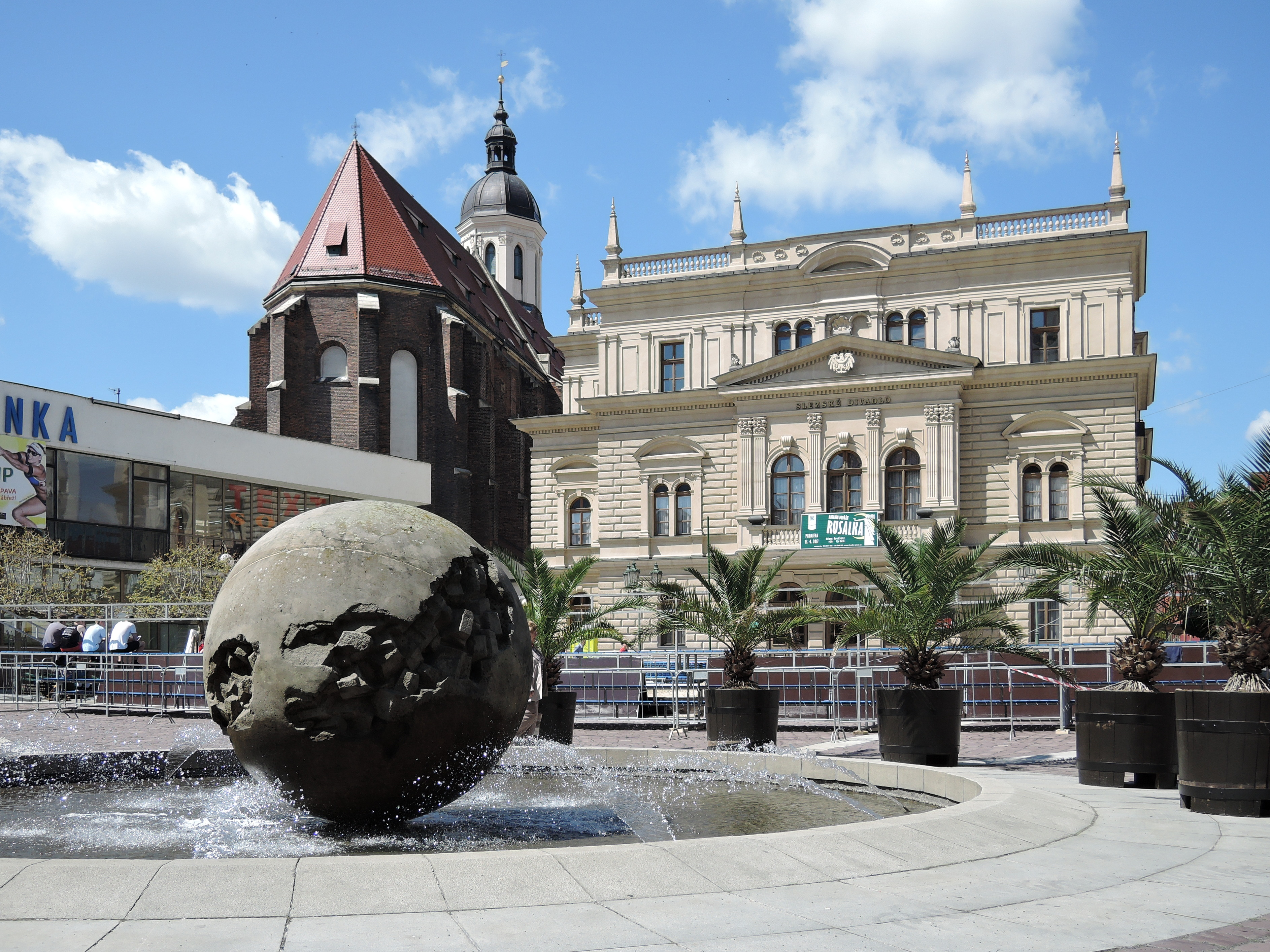
Model Slunce je jednou z dominant Opavy

## Slunce
To slouží jako středobod a začátek stezky, od kterého se odvíjí rozložení a vzdálenost modelů planet. Je znázorněno v podobě betonové koule o průměru 230 cm, které dal podobu architekt a opavský rodák Ivo Klimeš v roce 1977. Model Slunce je umístěn v kašně Koule na opavském Horním náměstí, mezi Slezským divadlem a budovou radnice (Hláskou) a tvoří jednu z dominant města. Nejzazší objektem naučné stezky je model trpasličí planety Pluto v Arboretu Nový Dvůr, od města vzdálený 9,5 kilometrů.

## Modely planet

### Merkur
Planeta Merkur se nachází vedle Slezského divadla v Opavě. Současná budova byla vystavěna v letech 1804–1805. Této budově předcházely dvě divadla. První bylo Divadlo jezuitského gymnázia, které fungovalo v letech 1630–1773, kdy byl celý jezuitský řád zrušen. Druhým divadlem bylo Divadlo u městské stráže, které bylo kočovné. První představení je doloženo z roku 1745 a poslední z roku 1781.

### Venuše
Planeta Venuše se nachází vedle Matičního domu. Důležitá část historie tohoto domu se začala psát v roce 1880, kdy budovu odkoupila Matice opavská. Časem se z budovy stalo sídlo dalších 21 organizací. První problémy nastaly v roce 1938, kdy členové Matice museli utéct před nástupem nacismu. Když se poté v roce 1945 vrátili, dostali budovu zpět do správy, ovšem ne na dlouho, neboť s nástupem komunismu v roce 1948 připadla budova všemu lidu. Matice, nyní už slezská, obnovila svoji činnost na čtyři roky v roce 1968, a poté až po událostech roku 1989. Nyní je budova opět pod správou Matice slezské.

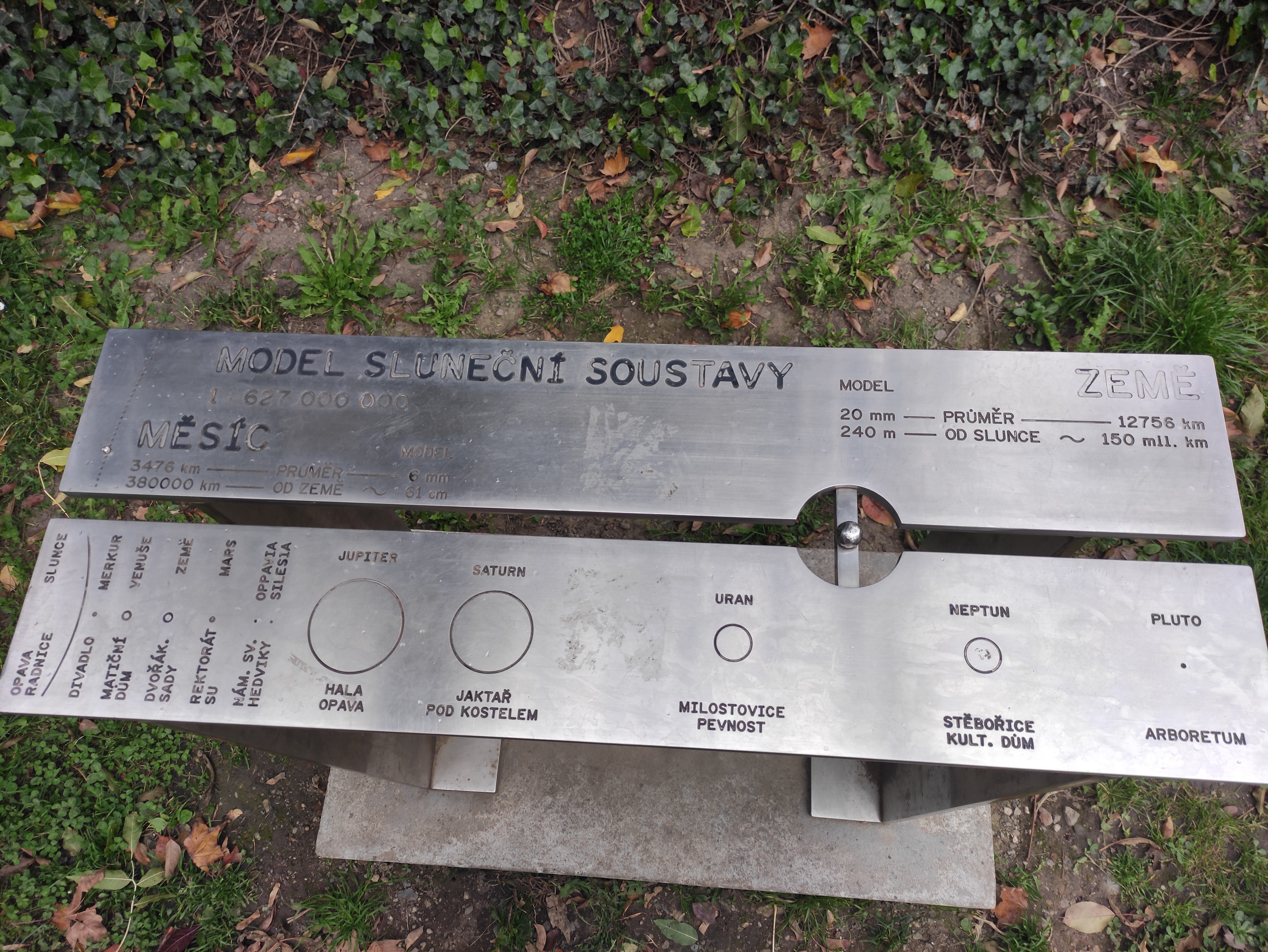
Planeta Země a Měsíc

### Země a Měsíc
Model planety Země a Měsíce se nachází ve Dvořákových sadech. Ty se nachází v centru města Opavy a z poloviny obklopují náměstí. V sadech se také nachází socha Slezského barda, Petra Bezruče, fontána se sochou Nová Opava nebo například i Ptačí vrch. Jedná se o první relaxační a rekreační zónu na trase naučné stezky.

### Mars
Planeta Mars se nachází před budovou rektorátu Slezské univerzity v Opavě a rovněž sídla matematického ústavu. Ten vznikl v roce 1990, jako součást filozofické fakulty, avšak v roce 1999 se od fakulty oddělil a nyní stojí matematický ústav jako samostatný subjekt.

### Oppavia a Silesia
Oppavia a Silesia nejsou sice planety Sluneční soustavy, ale Opavská stezka je mezi ně symbolicky zařadila. V reálném vesmíru se nachází v hlavním pásu mezi Marsem a Jupiterem. V hlavním pásu je ještě dalších 600 000 objevených malých planet.

### Jupiter
Planeta Jupiter je situována v blizkosti víceúčelové sportovní haly, která je domácí halou sportovního klubu BK Opava. Na druhé straně od planety se rozprostírají městské sady, které patří mezi hlavní relaxační zóny v okolí města Opavy.

### Saturn
Planeta Saturn se je umístěna u kostela sv. Petra a Pavla, který se tyčí nad městskou částí Opava-Jaktař. Původní kostel zde byl vystavěn v první polovině 13. století. Později v 60. letech 18. století byl barokně přestavěn.

### Uran
Planeta Uran se nachází na střeše opevněného bunkru, který má označení OP-S 25. Jedná se o první objekt v dějinách čs. pevnostního muzejnictví, kde jsou ve střeleckých místnostech osazeny dva pevnostní kulomety. Město Opava je pak dále jedno z nejvíce opevněných měst v celé České republice. 31.3.2009 byl objekt prohlášenen za kulturní památku.

### Neptun
Planeta Neptun se nachází v centru nedaleké vesnice Stěbořice, nedaleko kostela Narození Panny Marie před kulturním domem. První písemná zmínka o obci pochází z roku 1220. Celá oblast, ve které se obec nachází, patří historicky do Opavského Slezska.

### Pluto
U poslední, dnes již planetky Pluto, nalezneme Arboretum Nový Dvůr. Bylo založeno v roce 1958 na místě jednoho z dendrologicky nejcennějších parkových objektů ve Slezsku. Jeho vznik je úzce spjatý s bývalým majitelem novodvorského panství Quido Riedlem, který za svého působení vytvořil mezi lety 1906–1928 krajinářský park, kde bylo pěstováno na 500 druhů domácích i cizokrajných dřevin na ploše 1,8 hektarů. Dnešní plocha Arboreta činí 23 hektarů.